# Elecciones parlamentarias de Perú de 2016
Las elecciones parlamentarias de Perú de 2016 se llevaron a cabo el 10 de abril de 2016 para elegir a 130 representantes ante el Congreso de la República del Perú, en conjunto con la elección del presidente y vicepresidentes de la República y representantes ante el Parlamento Andino, para el periodo 2016-2021. Constituyeron la sexta elección parlamentaria desde la aprobación de la Constitución de 1993.
Fuerza Popular, principal fuerza de la oposición al gobierno de Ollanta Humala, se erigió como la principal fuerza política en el Congreso peruano tras la descomposición del oficialismo. Los nacionalistas perdieron la presidencia del Congreso en la elección de 2015, la primera vez que la oposición presidiría el poder legislativo desde la elección de Valentín Paniagua en 2000. La crisis del Partido Nacionalista ocasionó su retiro de las elecciones parlamentarias de 2016: por primera vez desde 1980, el partido oficialista quedó fuera del Congreso tras dejar el poder.
La elección fue una victoria aplastante para el fujimorismo: obtuvo la primera mayoría absoluta en el Congreso peruano desde las elecciones de 1995 (hasta ese momento, su mejor resultado histórico) y una de las mayores victorias en la historia democrática del Perú, con representación en todos los distritos electorales del país, hecho inédito desde que Acción Popular lo consiguió en las elecciones de 1980. Fuerza Popular obtuvo 73 de 130 escaños en el Congreso (56.2%), pese a una votación comparativamente moderada de 36.3% de votos válidos, la mayor desproporción electoral de la historia. Pese a esto, la votación obtenida por el fujimorismo (4 431 077 votos) sigue siendo la votación más alta obtenida por un partido político en unas elecciones parlamentarias, consiguiendo más del doble de apoyos que su inmediato competidor.
Pese a ser la tercera fuerza más votada, el Frente Amplio se alzó como la segunda fuerza política representada en el Congreso al obtener 20 escaños, el mejor resultado para la izquierda peruana desde las elecciones de 1985 y su regreso al legislativo desde la desaparición de Izquierda Unida tras las elecciones de 1995. Por otro lado, Peruanos por el Kambio logró ser la tercera fuerza política con representación legislativa, el peor resultado para un partido de gobierno desde las elecciones de 1990, con apenas representantes fuera de Lima y con una gobernabilidad incierta para el recién electo presidente Kuczynski, dado el control casi absoluto del fujimorismo del Congreso. La consecuencia inmediata fue la falta de representación del nuevo oficialismo en la elección de la primera Mesa Directiva del legislativo por primera vez desde 1980.
Entre otros partidos que obtuvieron representación, la coalición Alianza para el Progreso del Perú consiguió 9 escaños, todos del partido Alianza para el Progreso: ni Somos Perú ni Restauración Nacional, demás integrantes de la alianza, consiguieron representación. De manera similar, la coalición Alianza Popular consiguió 5 escaños, todos ligados al Partido Aprista Peruano, sin representación para el Partido Popular Cristiano y Vamos Perú. Acción Popular también consiguió 5 escaños, en su primera actuación electoral en solitario desde las elecciones de 2001. Democracia Directa, pese a ser la fuerza más votada en Cajamarca, no consiguió pasar la valla electoral y no consiguió representación.

## Cronograma electoral
Los candidatos a congresistas fueron elegidos entre el 13 de octubre de 2015 y el 20 de enero del 2016. El cierre de la inscripción de listas fue el 10 de febrero de 2015.
| Actividades                                                                                                | Fechas                           |
| --- | -------------------------------- |
| Cierre del plazo para renunciar a un partido y ser candidato por otro para el Congreso de la República     | 10 de septiembre                 |
| Cierre del plazo para la renuncia de las autoridades que quieren ser candidatos en las elecciones de 2016. | 12 de octubre                    |
| Periodo de elección interna de candidato al Congreso de la República                                       | 13 de octubre al 20 de enero     |
| Plazo para la inscripción de las alianza de partidos.                                                      | 13 de octubre al 12 de diciembre |
| Último día para convocar a Elecciones Generales de 2016.                                                   | 12 de diciembre                  |
| Cierre de inscripción de listas al Congreso de la República                                                | 10 de febrero                    |
| Elecciones parlamentarias 2016                                                                             | 10 de abril                      |

## Sistema electoral
Se eligió a 130 miembros correspondientes a los 26 distritos (24 departamentos, Lima Metropolitana y la Provincia Constitucional del Callao), empleando el método de la cifra repartidora, con doble voto preferencial opcional, a excepción de Madre de Dios, donde solo se aplicó el voto preferencial opcional.
La distribución y número de congresistas para las elecciones de 2016 quedaron fijados de la siguiente manera:
| Escaños | Distritos electorales                                                      |  |
| 36      | Lima y Residentes en el Extranjero                                         |  |
| 7       | La Libertad y Piura                                                        |  |
| 6       | Arequipa y Cajamarca                                                       |  |
| 5       | Áncash, Cusco, Junín, Lambayeque y Puno                                    |  |
| 4       | Callao, Ica, Lima Provincias, Loreto y San Martín                          |  |
| 3       | Ayacucho y Huánuco                                                         |  |
| 2       | Amazonas, Apurímac, Huancavelica, Moquegua, Pasco, Tacna, Tumbes y Ucayali |  |
| 1       | Madre de Dios                                                              |  |

## Partidos y líderes
A continuación se muestra una lista de los partidos y alianzas electorales que participaron en las elecciones:
| Candidatura | Candidatura  | Partidos y alianzas | Líderes | Líderes                   | Ideología                                                          | Resultado previo | Resultado previo | Ref. |
| Candidatura | Candidatura  | Partidos y alianzas | Líderes | Líderes                   | Ideología                                                          | Votos (%)        | Esc.             | Ref. |
| ----------- | ------------ | --- | ------- | ------------------------- | ------------------------------------------------------------------ | ---------------- | ---------------- | ---- |
|             | FP           | Lista - Fuerza Popular (FP) |         | Keiko Fujimori Higuchi    | Fujimorismo Conservadurismo social Populismo de derecha            | 22.97%           | 37               |      |
|             | APRA– PPC–VP | Lista - Alianza Popular (APRA–PPC–VP) – Partido Aprista Peruano (APRA) – Partido Popular Cristiano (PPC) – Vamos Perú (VP)            |         | Alan García Pérez         | Aprismo Democracia cristiana Conservadurismo social                | 6.43%            | 11               |      |
|             | DD           | Lista - Democracia Directa (DD) |         | Andrés Alcántara Paredes  | Socialismo Nacionalismo de izquierda Ecologismo                    | 1.32%            | 0                |      |
|             | PP           | Lista - Perú Posible (PP) |         | Alejandro Toledo Manrique | Socioliberalismo Democracia liberal Tercera vía                    | Nuevo            | Nuevo            |      |
|             | AP           | Lista - Acción Popular (AP) |         | Mesías Guevara Amasifuén  | Partido atrapalotodo                                               | Nuevo            | Nuevo            |      |
|             | APP–SP– RN   | Lista - Alianza para el Progreso del Perú (APP–SP–RN) – Alianza para el Progreso (APP) – Somos Perú (SP) – Restauración Nacional (RN) |         | César Acuña Peralta       | Liberalismo económico Conservadurismo liberal Democracia cristiana | Nuevo            | Nuevo            |      |
|             | PPK          | Lista - Peruanos por el Kambio (PPK)                                                                                                  |         | Pedro Pablo Kuczynski     | Liberalismo económico Conservadurismo progresista                  | Nuevo            | Nuevo            |      |
|             | FA           | Lista - Frente Amplio (FA) |         | Marco Arana Zegarra       | Socialismo Ecologismo Descentralización                            | Nuevo            | Nuevo            |      |
|             | FE           | Lista - Frente Esperanza (FE) |         | Fernando Olivera Vega     | Reformismo                                                         | Nuevo            | Nuevo            |      |

## Resultados

Distribución de escaños por departamento.

### Sumario general
| |                                               |              |              |              |         |         |
| Partidos y coaliciones | Partidos y coaliciones                        | Voto popular | Voto popular | Voto popular | Escaños | Escaños |
| Partidos y coaliciones | Partidos y coaliciones                        | Votos        | %            | ±pp          | Total   | +/−     |
| |                                               |              |              |              |         |         |
| | Fuerza Popular (FP)1                          | 4,431,077    | 36.34        | +13.37       | 73      | +36     |
| | Peruanos por el Kambio (PPK)                  | 2,007,710    | 16.46        | Nuevo        | 18      | +18     |
| | Frente Amplio (FA)                            | 1,700,052    | 13.94        | Nuevo        | 20      | +20     |
| | Alianza para el Progreso del Perú (APP–RN–SP) | 1,125,682    | 9.23         | n/a          | 9       | +4      |
| | Alianza Popular (APRA–PPC–VP)2                | 1,013,735    | 8.31         | +1.88        | 5       | –6      |
| | Acción Popular (AP)                           | 877,734      | 7.20         | n/a          | 5       | ±0      |
| |                                               |              |              |              |         |         |
| | Democracia Directa (DD)3                      | 528,301      | 4.33         | +3.01        | 0       | ±0      |
| | Perú Posible (PP)                             | 286,980      | 2.35         | n/a          | 0       | –11     |
| | Frente Esperanza (FE)                         | 139,634      | 1.15         | Nuevo        | 0       | ±0      |
| | Orden (O)                                     | 68,474       | 0.56         | Nuevo        | 0       | ±0      |
| | Progresando Perú (PrP)                        | 14,663       | 0.12         | Nuevo        | 0       | ±0      |
| |                                               |              |              |              |         |         |
| Total | Total                                         | 12,194,042   |              |              | 130     | ±0      |
| |                                               |              |              |              |         |         |
| Votos válidos | Votos válidos                                 | 12,194,042   | 65.03        | –11.84       |         |         |
| Votos en blanco | Votos en blanco                               | 2,391,020    | 12.75        | +2.35        |         |         |
| Votos nulos | Votos nulos                                   | 4,166,202    | 22.22        | +9.49        |         |         |
| Votos emitidos | Votos emitidos                                | 18,751,264   | 81.88        | –1.83        |         |         |
| Abstenciones | Abstenciones                                  | 4,150,690    | 18.12        | +1.83        |         |         |
| Votantes registrados | Votantes registrados                          | 22,901,954   |              |              |         |         |
| |                                               |              |              |              |         |         |
| Fuente: |                                               |              |              |              |         |         |
| Notas al pie: 1 Comparado con los resultados de Fuerza 2011 (F2011) en las elecciones de 2011. 2 Comparado con los resultados del Partido Aprista Peruano (APRA) en las elecciones de 2011. 3 Comparado con los resultados de Fonavistas del Perú (FDP) en las elecciones de 2011. |                                               |              |              |              |         |         |
| Notas al pie: |                                               |              |              |              |         |         |
| 1 Comparado con los resultados de Fuerza 2011 (F2011) en las elecciones de 2011. 2 Comparado con los resultados del Partido Aprista Peruano (APRA) en las elecciones de 2011. 3 Comparado con los resultados de Fonavistas del Perú (FDP) en las elecciones de 2011.               |                                               |              |              |              |         |         |

| \| Voto popular \| Voto popular \| Voto popular \| Voto popular \| Voto popular \| \| ------------ \| ------------ \| ------------ \| ------------ \| ------------ \| \| \| \| \| \| \| \| FP \| FP \| \| 36.34 % \| 36.34 % \| \| PPK \| PPK \| \| 16.46 % \| 16.46 % \| \| FA \| FA \| \| 13.94 % \| 13.94 % \| \| APP \| APP \| \| 9.23 % \| 9.23 % \| \| AlP \| AlP \| \| 8.31 % \| 8.31 % \| \| AP \| AP \| \| 7.20 % \| 7.20 % \| \| Otros \| Otros \| \| 8.34 % \| 8.34 % \| |       |  |         |         |
| Voto popular |       |  |         |         |
| |       |  |         |         |
| FP | FP    |  | 36.34 % | 36.34 % |
| PPK | PPK   |  | 16.46 % | 16.46 % |
| FA | FA    |  | 13.94 % | 13.94 % |
| APP | APP   |  | 9.23 %  | 9.23 %  |
| AlP | AlP   |  | 8.31 %  | 8.31 %  |
| AP | AP    |  | 7.20 %  | 7.20 %  |
| Otros | Otros |  | 8.34 %  | 8.34 %  |

| \| Escaños \| Escaños \| Escaños \| Escaños \| Escaños \| \| ------- \| ------- \| ------- \| ------- \| ------- \| \| \| \| \| \| \| \| FP \| FP \| \| 56.15 % \| 56.15 % \| \| FA \| FA \| \| 15.38 % \| 15.38 % \| \| PPK \| PPK \| \| 13.85 % \| 13.85 % \| \| APP \| APP \| \| 6.92 % \| 6.92 % \| \| AlP \| AlP \| \| 3.85 % \| 3.85 % \| \| AP \| AP \| \| 3.85 % \| 3.85 % \| |     |  |         |         |
| Escaños |     |  |         |         |
| |     |  |         |         |
| FP | FP  |  | 56.15 % | 56.15 % |
| FA | FA  |  | 15.38 % | 15.38 % |
| PPK | PPK |  | 13.85 % | 13.85 % |
| APP | APP |  | 6.92 %  | 6.92 %  |
| AlP | AlP |  | 3.85 %  | 3.85 %  |
| AP | AP  |  | 3.85 %  | 3.85 %  |

#### Resultados por circunscripción
| Circunscripción | FP       | FP   | PPK  | PPK  | FA   | FA   | APP  | APP | AlP  | AlP  | AP   | AP  |   |
| Circunscripción | %        | E    | %    | E    | %    | E    | %    | E   | %    | E    | %    | E   |   |
| --------------- | -------- | ---- | ---- | ---- | ---- | ---- | ---- | --- | ---- | ---- | ---- | --- | - |
| Circunscripción | Amazonas | 42.9 | 2    | 12.2 | −    | 12.5 | −    | 8.6 | −    | 10.1 | −    | 5.2 | − |
| Áncash          | 39.3     | 3    | 12.2 | −    | 14.6 | 1    | 14.9 | 1   | 6.8  | −    | 4.0  | −   |   |
| Apurímac        | 31.3     | 1    | 2.7  | −    | 39.2 | 1    | 9.0  | −   | 6.1  | −    | 7.3  | −   |   |
| Arequipa        | 20.2     | 1    | 22.4 | 2    | 20.5 | 2    | 10.2 | −   | 5.9  | −    | 13.2 | 1   |   |
| Ayacucho        | 33.3     | 1    | 7.6  | −    | 41.4 | 2    | 5.6  | −   | 5.0  | −    | 3.1  | −   |   |
| Cajamarca       | 28.9     | 4    | 5.2  | −    | 8.1  | 1    | 8.9  | 1   | 3.1  | −    | 4.5  | −   |   |
| Callao          | 37.8     | 3    | 23.0 | 1    | 8.6  | −    | 8.1  | −   | 9.9  | −    | 6.8  | −   |   |
| Cusco           | 17.4     | 1    | 7.3  | −    | 32.1 | 2    | 12.3 | 1   | 8.5  | −    | 11.6 | 1   |   |
| Huancavelica    | 33.9     | 1    | 11.8 | −    | 37.1 | 1    | 8.0  | −   | 2.6  | −    | 2.9  | −   |   |
| Huánuco         | 34.8     | 2    | 16.9 | −    | 23.3 | 1    | 9.7  | −   | 4.9  | −    | 4.7  | −   |   |
| Ica             | 41.2     | 3    | 13.6 | 1    | 12.3 | −    | 7.7  | −   | 9.9  | −    | 9.0  | −   |   |
| Junín           | 37.6     | 3    | 14.0 | 1    | 15.8 | 1    | 11.1 | −   | 8.2  | −    | 8.0  | −   |   |
| La Libertad     | 37.8     | 4    | 7.9  | −    | 6.1  | −    | 22.2 | 2   | 16.0 | 1    | 5.0  | −   |   |
| Lambayeque      | 43.8     | 3    | 11.5 | 1    | 8.8  | −    | 10.1 | −   | 12.5 | 1    | 7.0  | −   |   |
| Lima            | 37.0     | 15   | 24.9 | 10   | 9.6  | 3    | 5.6  | 2   | 8.8  | 3    | 7.7  | 3   |   |
| Lima Provincias | 51.7     | 4    | 12.1 | –    | 12.4 | –    | 6.5  | –   | 5.9  | −    | 5.6  | −   |   |
| Loreto          | 39.8     | 3    | 15.9 | 1    | 10.8 | −    | 5.9  | −   | 11.4 | −    | 10.2 | −   |   |
| Madre de Dios   | 34.2     | 1    | 14.0 | −    | 12.8 | −    | 14.2 | −   | 3.9  | −    | 4.6  | −   |   |
| Moquegua        | 20.4     | 1    | 26.2 | 1    | 17.6 | −    | 15.9 | −   | 8.5  | −    | 4.8  | −   |   |
| Pasco           | 38.0     | 2    | 15.9 | −    | 10.1 | −    | 14.9 | −   | 9.0  | −    | 8.3  | −   |   |
| Piura           | 50.3     | 5    | 9.0  | −    | 12.4 | 1    | 10.3 | 1   | 6.7  | −    | 5.1  | −   |   |
| Puno            | 21.6     | 2    | 7.0  | −    | 33.3 | 3    | 6.5  | −   | 4.5  | −    | 4.2  | −   |   |
| San Martín      | 50.0     | 3    | 6.7  | −    |      |      | 20.4 | 1   | 7.7  | −    | 9.2  | −   |   |
| Tacna           | 20.5     | 1    | 13.7 | −    | 35.1 | 1    | 6.8  | −   | 3.1  | −    | 12.0 | −   |   |
| Tumbes          | 60.1     | 2    | 7.2  | −    |      |      | 7.8  | −   | 15.2 | −    | 7.9  | −   |   |
| Ucayali         | 44.4     | 2    | 11.0 | −    | 11.6 | −    | 21.7 | −   | 4.9  | −    | 4.4  | −   |   |
| Total           | 36.3     | 73   | 16.5 | 18   | 13.9 | 20   | 9.2  | 9   | 8.3  | 5    | 7.2  | 5   |   |

## Representantes electos
En negrita los congresistas que han sido reelegidos.